# Leptotes rabefaner
Leptotes rabefaner är en fjärilsart som beskrevs av Paul Mabille 1877. Leptotes rabefaner ingår i släktet Leptotes och familjen juvelvingar. Inga underarter finns listade i Catalogue of Life.